# Eduardo Comín Colomer
Pour les articles homonymes, voir Colomer.
Eduardo Comín Colomer (1908-1975) est un auteur catholique espagnol connu pour ses opinions antimaçonniques et anticommunistes.

## Biographie
Il fut policier de profession.
Un fond de livres de son importante collection sur la guerre civile espagnole et la franc-maçonnerie porte son nom à la Bibliothèque nationale d'Espagne,.
Il entretenait une amitié avec l'essayiste Mauricio Carlavilla,.

## Thèses
Pour Comín Colomer, la maçonnerie est responsable de la perte des colonies espagnoles dans le monde.

## Œuvres
- La masonería en acción. ¿Comó exterminarla?, Madrid, 1942.[6],[7]
- La masonería en España. Apuntes para una interpretación masónica de la historia patria, Madrid, 1944.[6],[7]
- Historia del anarquismo español 1836-1948, Madrid, s/f.[lower-alpha 1]
- Marx y el marxismo, Publicaciones Españolas, Madrid, 1949.[12]
- Comunismo y masonería, Segovia, 1951.[7]
- Historia secreta de la segunda República, Madrid, 1954.[6],[7]
- Lo que España debe a la masonería, Madrid, 1956.[6],[7]
- Cinco episodios del reinado de Alfonso XIII.[13][lower-alpha 2]
- La República en el exilio, Barcelona, 1957.[6],[14]
- Crónicas sobre masonería, Madrid, 1958.[7]
- De Castilblanco a Casas Viejas, Madrid, 1959.
- Historia del Partido Comunista de España, 1965-1967.[6],[15][16]
- El comisariado político en la guerra española (1936·1939), 1973.[17]